# 주근 (식물학)

식물의 두 가지 뿌리 체계. 섬유근계(A)는 비슷한 크기의 많은 뿌리를 특징으로 한다. 이와는 대조적으로, 주근계(B)에 해당하는 식물은 더 작은 뿌리가 갈라지는 주 뿌리가 자란다.

주근(Taproot)는 다른 뿌리들이 옆으로 싹을 틔우는 크고 중심적인 뿌리이다. 일반적으로 주근 다소 곧고 매우 굵으며, 모양이 가늘어지고 수직하게 아래 방향으로 자란다. 당근과 같은 일부 식물에서, 주근은 하나의 채소로 재배될 정도로 잘 발달된 저장 기관이다.
주근계(Taproot system)는 많은 분지근을 가진 식물의 부정근 또는 수근계와 차이가 있지만, 발아기에 주근을 갖는 많은 식물들은 분지근 구조를 발달시킨다. 웰위치아 같은 일부 식물은 수세기 동안 저장을 목적으로 이 주근을 유지하기도 한다.